# Troglocheles
Genre
Troglocheles est un genre d'acariens de la famille des Rhagidiidae.

## Liste d'espèces
Selon BioLib (24 novembre 2019) :
- Troglocheles aggerata Zacharda, 2000
- Troglocheles archetypica Zacharda, 2000
- Troglocheles gineti (Cooreman, 1959)
- Troglocheles strasseri (Willmann, 1932)
- Troglocheles vandeli Zacharda, 1987
- Troglocheles vornatscheri (Willmann, 1953)

## Publication originale
- (en) Miloslav Zacharda, « New troglobitic species of the genus Troglocheles (Acari: Prostigmata: Rhagidiidae) from caves in northern Italy and Austria, with a key to adult species of the genus », Journal of Natural History,‎ 10 mars 2011, p. 641-666 (DOI 10.1080/00222933.2010.535914).